# Apristurus micropterygeus
Apristurus micropterygeus — акула з роду Чорна котяча акула родини Котячі акули. Інша назва «короткоспинна котяча акула». На сьогодні не достатньо досліджена.

## Опис
Загальна довжина досягає 57-60 см. Голова довга. Морда сплощена, подовжена. Очі маленькі, овальні з мигальною перетинкою. За ними розташовані невеликі бризкальця. Ніздрі широкі. Рот широкий, вузький. Зуби дрібні гострі, з багатьма верхівками. У них 5 коротких зябрових щілин. Тулуб щільний. Має 2 спинних плавці. Вони маленькі, розташовані ближче до хвоста. задній спинний плавець трохи перевищує передній. Відстань між обома плавцями (спина) невелика, коротка. Звідси походить назва цієї акули. Анальний плавець високий. Хвостовий плавець подовжений і вузький.
Забарвлення коричнювате, до чорного.

## Спосіб життя
Тримається на глибинах 900–915 м. Доволі повільна та малоактивна акула. Полює біля дна, є бентофагом. Живиться дрібною костистою рибою, головоногими кальмарами, глибоководними ракоподібними.
Статева зрілість настає при розмірі 40 см. Це яйцекладна акула. Стосовно парування та розмноження відомостей замало.

## Розповсюдження
Мешкає у Південно-Китайському морі, неподалік від о. Хайнань, біля узбережжя південного Китаю.